# Seznam hrvaških klimatologov
Seznam hrvaških klimatologov.

## B
- Grgur Bučić

## G
- Marjana Gajić-Čapka
- Artur Gavazzi

## K
- Milan Kovačević

## V
- Robert Visiani